# Dragomir Bojanić
Dragomir Bojanić (Драгомир Бојанић), surnommé Gidra, né le 13 juin 1933 à Kragujevac (Royaume de Yougoslavie), décédé le 11 novembre 1993 à Belgrade (République de Serbie), est un acteur yougoslave serbe. Dans plusieurs films italiens, il joue sous le pseudo Anthony Ghidra

## Biographie
Il joue dans beaucoup de films yougoslaves, et dans quelques productions internationales, habituellement dans le rôle des méchants.
Il incarne en particulier Kondor, agent secret allemand dans le film Walter défend Sarajevo de 1972. Il est connu pour le rôle comique du patriarche Žika Pavlović, qu'il incarne une dizaine de fois dans la série Lude godine (en).
Il meurt en 1993 à soixante ans.

### Vie familiale
Bojanić a épousé Ljiljana Kontić (7 septembre 1931 – 17 juillet 2005), elle aussi actrice reconnue. Leur vie conjugale a été tumultueuse : ils ont divorcé deux fois et se sont mariés trois fois. Après leur troisième mariage, ils sont restés ensemble jusqu'à la mort de Dragomir. Ils ont une fille, nommé Jelena.

## Théâtre
Débutant comme membre de la troupe de théâtre amateur "Sveta Mladenović", il s'attache ensuite au Knjaževsko-srpski teatar. Il entre par la suite à la Faculté des arts dramatiques de Belgrade (en). Dès sa première année d'études, il joue le rôle de Mitke au Théâtre national dans la pièce "Kostana". De 1964 à 1966, il joue pour le Théâtre dramatique yougoslave de Belgrade.

## Filmographie partielle
- 1958 : The Sky Through the Trees (en) ( Kroz granje nebo) de Stole Janković (en) : un partisan
- 1964 : March on the Drina (en) (Mars na Drinu) de Žika Mitrović (en) : caporal Janićije
- 1964 : Parmi les vautours (Unter Geiern) d'Alfred Vohrer : Joe
- 1965 : Tri d'Aleksandar Petrović
- 1966 : Štićenik (en) de Vladan Slijepčević (en) : Jakov Stipetic
- 1967 : Le Dernier Tueur (L'ultimo killer) de Giuseppe Vari : Rezza / Rocco
- 1967 : Ballade pour un pistolero d'Alfio Caltabiano : Kud
- 1968 : Demande pardon à Dieu, pas à moi... (Chiedi perdono a Dio... non a me) de Vincenzo Musolino : Dick Smart
- 1968 : Il pleut dans mon village (Biće skoro propast sveta) d'Aleksandar Petrović : Mile, pilote tombé du ciel
- 1968 : U raskoraku (en) de Milenko Štrbac : Jablan Jezdić
- 1968 : Quand je tire, c'est pour tuer (Un buco in fronte) de Gisueppe Vari : Billy Blood
- 1972 : Walter défend Sarajevo de Hajrudin Krvavac : Kondor
- 1973 : Svadba de Radomir Saranović : Tadija Cemerkic
- 1977 : Portrait de groupe avec dame (Gruppenbild mit Dame) d'Aleksandar Petrović : Mehmed
- 1984 : Šta se zgodi kad se ljubav rodi (en) de Zoran Čalić : Žika
- 1986 : Dancing in Water (en) de Jovan Aćin : Rile (plus âgé)
- 1989 : Hajde da se volimo (en) : Šofer Gile

## Récompense
- En 1974, il décroche le prix (Golden Arena) du meilleur acteur au Festival du film de Pula pour sa prestation dans Svadba[4]